# 1989年8月自由民主党総裁選挙
1989年8月自由民主党総裁選挙（1989ねんじゆうみんしゅとうそうさいせんきょ）は、1989年（平成元年）8月8日に行われた日本の自由民主党の党首である総裁の選挙である。

## 概要
1989年7月24日、第15回参議院議員通常選挙で自民党が過半数を下回る大敗をし総裁の宇野宗佑が退陣を表明。宇野の総裁選出、宇野内閣発足からわずか2か月後に実施された。
リクルート事件の影響で事件に関与した安倍晋太郎・宮澤喜一・渡辺美智雄といった派閥の長が立候補できない中にあって、竹下派が影響力を残せる候補が模索された結果、「時計の針を戻さず進めず」（高齢だった河本敏夫のように世代交代に逆行するわけでもなく、当選回数がより少ない橋本龍太郎のように世代交代が進んで竹下登・安倍晋太郎といった世代の出番がなくなることもない）として年齢の割に当選回数が多かった元文部大臣で河本派の海部俊樹が擁立された。竹下・安倍・河本の三派連合により海部の当選は確定的であったが、旧田中派二階堂グループの林義郎が宮澤派の支援のもと立候補し、他に安倍派を除名されていた亀井静香は海部・林には投票する気がなかった為に平沼赳夫、園田博之と共に安倍派の石原慎太郎を担ぎ出したが推薦人集めに苦労し、太田誠一、山中貞則などが石原の20人の推薦人になったものの、48票に終わった。
この時の総裁選から、総裁候補がテレビ番組に出演して政見を語るなどをして、総裁選において総裁候補と国民との距離を縮める手法が行われるようになってきている。

## 選挙データ

### 総裁
- 選挙時：宇野宗佑（第13代）
- 選挙後：海部俊樹（第14代）

### 投票日
- 1989年（平成元年）8月8日

### 選挙制度
- 決選投票

1回目の投票で有効投票の過半数に達しない場合は、上位2人による決選投票となる。決選投票は、国会議員の投票と各都道府県連1票ずつで行われる。
投票方法
秘密投票、単記投票、1票制
選挙権
党所属国会議員、党都道府県支部連合会地方代議員
被選挙権
党所属国会議員
有権者
451
- 党所属衆議院議員：295
- 党所属参議院議員：109
- 地方代議員　　　：047

## 選挙活動

### 候補者
| 林義郎                                                       | 海部俊樹                                                                    | 石原慎太郎                                        |
|                                                              |                                                                             |                                                   |
| 衆議院議員 （7期・山口1区） 厚生大臣（1982-1983） 党経理局長 | 衆議院議員 （10期・愛知3区） 文部大臣（1985-1986） 党国会対策委員長（1976） | 衆議院議員 （6期・東京2区） 運輸大臣（1987-1988） |
| 木曜クラブ （二階堂進グループ）                              | 番町政策研究所 （河本敏夫派）                                               | 清和会 （安倍晋太郎派）                           |
| 山口県                                                       | 愛知県                                                                      | 東京都                                            |

## 選挙結果

### 候補者別得票数
| 候補者                   | 得票数 | 得票率 |
| ------------------------ | ------ | ------ |
| 海部俊樹                 | 279    | 62.42% |
| 林義郎                   | 120    | 26.85% |
| 石原慎太郎               | 48     | 10.74% |
| 総計                     | 447    | 100.0% |
| 有効投票数（有効率）     | 447    | 99.11% |
| 無効票・白票数（無効率） | 4      | 0.89%  |
| 投票者数（投票率）       | 451    | 100.0% |
| 棄権者数（棄権率）       | 0      | 0.00%  |
| 有権者数                 | 451    | 100.0% |
| 出典：中日新聞           |        |        |